# Clothos

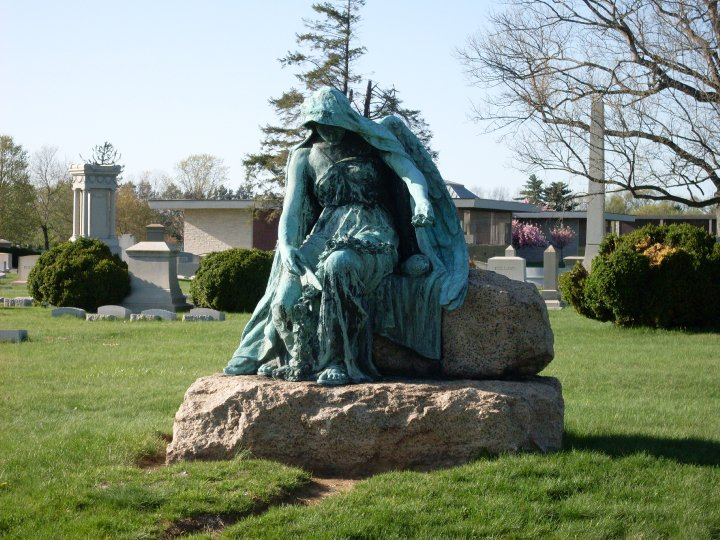
Statuie a zeiței Clotho

Clothos (sau Clotho) este una din ursitoarele în mitologia greacă care învârtea roata ursitului. Zeițele destinului erau numite de greci Moire, iar de romani Parce.